# Office fédéral de la justice
L'Office fédéral de la justice (OFJ) est l'office fédéral compétent en matière de justice en Suisse. Il dépend du Département fédéral de justice et police. Il est basé à Berne.